# Aleksamenov grafit
Aleksamenov grafit (poznat i kao „bogohulni grafit”) naziv je grafita urezanog na zidu sobe u blizini Palatina u Rimu. Grafit se danas čuva u Palatinskom muzeju. Smatra se da je to jedan od najranijih prikaz Isusa Krista. Sam je grafit teško datirati, ali se procjenjuje kako je nastao oko 200. godine. Na njemu je prikazan mladić koji štuje razapetog čovjeka s glavom magarca. Grčki natpis ispod glasi: „Aleksamen štuje [svog] boga” što ukazuje da je grafit trebao ismijavati kršćanina Aleksamena.

## Prikaz
Slika prikazuje čovjekoliku figuru pričvršćenu na križ s glavom magarca. U gornjem desnom dijelu nalazi se ono što se tumači ili kao grčko slovo ipsilon ili kao tau križ. Lijevo od slike je mladić, koji predstavlja Aleksamena, kao rimskog vojnika ili stražara, podižući jednu ruku u gesti koja ukazuje na štovanje.
Ispod križa se nalazi natpis na grubom grčkom: ΑΛΕΞΑΜΕΝΟϹ ϹΕΒΕΤΕ ΘΕΟΝ [Ἀλεξάμενος σέβεται θεόν], odnosno „Aleksamen obožava [svog] Boga”. Nekoliko drugih izvora predlaže prijevod „Aleksamen koji obožava boga”, ili slične inačice.
U sljedećoj prostoriji nalazi se drugi natpis koji glasi: ΑΛΕξΑΜΕΝΟϹ FIDELIS („Alexamenos fidelis”), što na latinskom znači „Aleksamen je vjeran” ili „Aleksamen vjerni”. To bi bio odgovor na ismijavanje Aleksamena na prvom grafitu.

## Otkriće
Grafit je otkriven 1857. godine kada je na Palatinu otkrivena zgrada poznata kao domus Gelotiana. Car Kaligula je kupio kuću za carsku palaču, koja se, nakon Kaliguline smrti, koristila kao Paedagogium (internat) za carske paževe. Kasnije je ulica duž koje se nalazila kuća bila ograđena zidom kako bi pružila potporu proširenjima zgrada iznad, i tako je ostala zapečaćena stoljećima.

## Tumačenje
Natpis se obično smatra podrugljivim prikazom kršćanina u činu štovanja. U to su vrijeme pogani ismijavali kršćane zbog štovanja čovjeka koji je bio razapet. Tadašnje rimsko društvo smatralo je i glavu magarca i raspeće uvredljivim prikazima. Razapinjanje na križ nastavilo se koristiti kao metoda pogubljenja najgorih zločinaca sve dok ga nije ukinuo car Konstantin u 4. stoljeću.
Čini se da se u to vrijeme općenito vjerovalo kako kršćani prakticiraju onolatriju, odnosno obožavanje magaraca. To se temeljilo na pogrešnoj predodžbi da su Židovi štovali boga u obliku magarca, što je tvrdnja koju je iznio Apion, a koju je zanijekao Josip Flavije u svom djelu „Protiv Apiona”.
Origen navodi u svojoj raspravi „Protiv Celza” kako je poganski filozof Celzo iznio istu tvrdnju protiv kršćana i Židova.
Tertulijan, koji je pisao krajem 2., odnosno početkom 3. stoljeća, izvještava kako su kršćani, sa Židovima, bili optuženi za štovanje takvog božanstva. Također navodi kako je u Kartagi bila izložena karikatura bića s magarećim ušima i kopitima, koji je sa sobom nosio knjigu i bio obučen u togu. Ispod toga se nalazio natpis „Bog kršćana začet od magarca”.

### Knjige
- Balch, David L.; Osiek, Carolyn. 2003. Early Christian Families in Context: An Interdisciplinary Dialogue (engleski). Eerdmans Publishing
- Bayley, Harold. 1920. Archaic England: An essay in deciphering prehistory from megalithic monuments, earthworks, customs, coins, place-names, and faerie superstitions (engleski). Chapman & Hall
- Cutts, Edward L. 2004. History of Early Christian Art (engleski). Kessinger Publishing
- Green, Michael. 2004. Evangelism in the Early Church (engleski). Eerdmans Publishing
- King, Charles William. 1887. Gnostics and their Remains (engleski)
- Squire, Michael. 2015. Sight and the Ancient Senses (engleski). Routledge
- Viladesau, Richard. 1992. The Word in and Out of Season (engleski). Paulist Press
- Wright, Nicholas Thomas. 1997. What Saint Paul Really Said: Was Paul of Tarsus the Real Founder of Christianity? (engleski). Eerdmans Publishing
- Wright, Thomas. 1875. A History of Caricature and Grotesque in Literature and Art (engleski). Chatto and Windus

### Mrežna sjedišta
- Apology, Chapter XVI (Tertulian) (engleski). newadvent.org. Pristupljeno 21. veljače 2025.
- Contra Celsum, Book VII (Origen) (engleski). newadvent.org. Pristupljeno 21. veljače 2025.
- Josephus: Against Apion. Book II (engleski). penelope.uchicago.edu. Pristupljeno 21. veljače 2025.
- Scratched graffito with blasphemous crucifix (engleski). Parco archeologico del Colosseo. Pristupljeno 21. veljače 2025.

## Vanjske poveznice
Ostali projekti
|  | Zajednički poslužitelj ima još gradiva o temi Aleksamenov grafit |